# Григорий Потьомкин
Вижте пояснителната страница за други личности с името Потьомкин.
Княз Григорий Александрович Потьомкин (на руски: Григо́рий Алекса́ндрович Потёмкин) е руски държавник, граф, княз (Потьомкин-Таврийски), генерал-фелдмаршал (от 1784 г.), любимец на императрица Екатерина II. Основател на руския Черноморски флот и негов първи началник.
Ръководи присъединяването на Таврия и Крим към Руската империя и притежава там много земи. Основател на редица градове: Екатеринослав (1776), Херсон (1778), Севастопол (1783), Николаев (1789). Високото си положени постига благодарение на връзката си (дори по слухове е морганатичен съпруг) с Екатерина II. Първи стопанин на Таврическия дворец в Петербург. Фактически управник на Молдовското княжество през 1790 – 1791 г.
През 1775 г. Потьомкин става генерал-губернатор на новите южни губернии на Русия. Той ръководи колонизирането на дивите степ и твърдата ръка спрямо казаците, които ги обитават. Той е основател на градовете Херсон, Николаев, Севастопол и Екатеринослав. Пристанищата в региона стават бази за новия Черноморски флот.
Неговото управление на юг се свързва с митичното „Потьомкинско село“: зрителна измама, включваща изграждането на боядисани фасади, имитиращи истински села, пълни с щастливи, добре нахранени хора, които се представят на посещаващите официални лица. Потьомкин е известен със слабостта си към жените, хазарта и материалното богатство. Ръководи изграждането на много исторически значими сгради, включително Таврическия дворец в Санкт Петербург.

## Ранни години
Роден е в село Чижово, близо до Смоленск, в семейството на дребен дворянин. Рано загубва баща си Александър Василиевич Потьмкин (1673 – 1746). Възпитаван от майка си, посещава училище в Москва. Учи в Московския университет, където отначало се проявява като умен и буден младеж. Представен пред императрица Елисавета, заедно с дванайсет от най-добрите студенти. По-късно се разлентяйства и е изключен от университета за „непосещение“.

## При Петър III
През 1755 г. се записва в конната гвардия. При Петър III достига до чин вахмистър.

## При Екатерина II
Участието му в държавния преврат от 28 юни 1762 г., при който Екатерина II взема властта, привлича вниманието на императрицата към него. Повишен е в ранг камер-юнкер и получава 400 души крепостни селяни. Издига се от началник на стражата до княз на царството и княз на Таврия.

## Нова Русия
Потьомкин е строителят на Нова Русия на юг. Със серия дипломатически ходове и умелото използване на военна сила той съумява да „претопи“ Кримското ханство и да го включи в пределите на Русия, за което получава титлата „светейши княз Таврически“, дадена му от Екатерина II. Негово дело е и създаването на Черноморския флот.
Потьомкин се проявява като талантлив администратор. Екатерина II му възлага задачата да засели южните райони на Русия, извоювани от Османската империя. Той се справя блестящо, като привлича с привилегии бежанци от Балканите, вкл. и българи. Потьомкин основава редица градове по северното крайбрежие на Черно море, вкл. и Новоросийск. Първият му успех в изграждането на градове е Херсон, следват Николаев (и както той твърди – негова най-голяма обич), Севастопол, Екатеринослав (днес Днипро) и др.
В стремежа си да се представи по-добре обаче фаворитът на императрицата си служи и с измама. Когато Екатерина II прави обиколка из района, Потьомкин нарежда да се изградят покрай пътя декори на красиви селски къщи (т.нар. Потьомкински села).

## Смърт
Умира от треска на 5 октомври 1791 г. в степта в околностите на Яш. Последните му думи са:
„Това е всичко, аз умирам! Изнесете ме от каляската: искам да умра на полето!“

## Памет
През 1905 г. в негова чест е наречен броненосецът „Потьомкин“.